# 华严寺塔 (西安)
34°08′14″N 108°58′01″E / 34.13722°N 108.96694°E
长安华严寺塔位于中国陕西省西安市长安区韦曲街道四府村少陵原，为两座唐代楼阁式砖塔：华严初祖杜顺禅师塔和华严四祖清凉国师塔。1956年以华严寺之名被列为陕西省文物保护单位，2006年被列为第六批全国重点文物保护单位。
华严寺始建于唐贞观年间，系唐“樊川八大寺院”之一，是华严宗的发源地。清乾隆年间寺毁于山体滑坡，惟二塔尚存。
帝心杜順，雍州万年县（今西安市）人，为华严宗创始人，其墓塔建于贞观十五年（642年）。塔为楼阁式砖塔，平面呈方形，七层，高22.8米，底层边长5.6米，底层有塔室，南面辟门，二层以上为实心。
清凉国师澄观，越州山阴县（今绍兴市）人，为华严宗四祖。塔为楼阁式实心砖塔，平面呈六边形，七层，高14.2米，底层边长1.72米。1986年因山体滑坡，将塔向东北方形迁移10米，次年完成。迁建过程于塔基须弥座内发现玉瓶一个，内有五色舍利子，塔身第二至四层还发现清初佛经、佛像等文物。据记载塔为元至元九年（1272年）重建，此次迁建的发现表明上五层应是清代重修的结果。